# Glycosmis aglaioides
Glycosmis aglaioides là một loài thực vật có hoa trong họ Cửu lý hương. Loài này được R.H.Miao mô tả khoa học đầu tiên năm 1993.